# Колючконосець тонколистий
Колючконосець тонколистий, колючконос Сібторпа як Echinophora sibthorpiana (Echinophora tenuifolia) — вид рослин з родини окружкових (Apiaceae), поширений на півдні Європи та в Азії.

## Підвиди
- Echinophora tenuifolia subsp. tenuifolia — південна Італії, у т. ч. Сицилія[3]
- Echinophora tenuifolia subsp. sibthorpiana — решта ареалу[4]

## Опис
Багато- або дворічна трав'яна рослина 20–50 см заввишки, зі стрижневим коренем. Прикореневі листки 25–30 × 15–20 см, двічі-тричі пірчасторозсічені. Суцвіття — складний зонтик. Пелюстки жовті, до 1 мм. Вся рослина вкрита коротким м'яким білуватим волоссям.
Цвіте в липні — серпні. Плодоносить у вересні — жовтні.

## Поширення
Поширений на півдні Європи (Італія та Сицилія, схід Балканського п-ова, Крим), у Західній, Середній Азії та Афганістані.

## Загрози й охорона
Популяцію знищено під час будівництва набережної смт. Новий Світ у 1975 році.
Занесений до Червоної книги Україні в статусі «Зниклий в природі».